# Nissan Navara
Nissan Navara este o camionetă produsă și comercializată de Nissan din 1985. Navara își ia numele din regiunea Navarra din nordul Spaniei.
Versiunea europeană este construită la fabrica Nissan din Barcelona.

## A treia generație (D23; 2014)
Pe 11 iunie 2014, Nissan a dezvăluit cea de-a treia generație Navara, cu nume de cod D23 și lansată ca NP300 Navara.
Nissan a anunțat că Navara nu va mai fi disponibil în Europa din 2022, după ce producția va fi oprită în cadrul fabricii din Barcelona.

### Mercedes-Benz X-Class

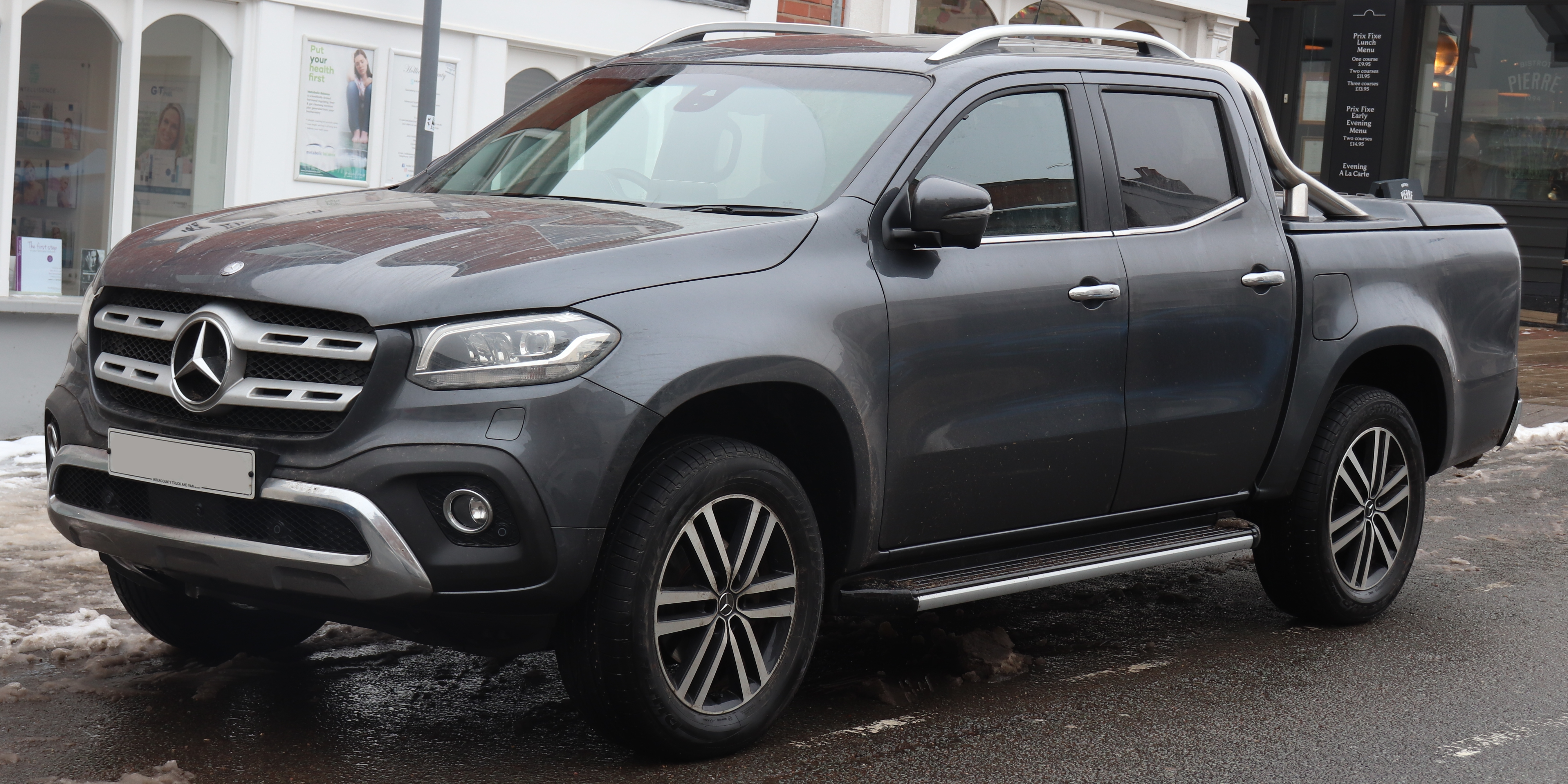
Mercedes-Benz X-Class

Pe 25 octombrie 2016, Mercedes-Benz a dezvăluit 2 camionete concept care prezentau o previzualizare a viitorului pick-up construit în comun, numit „X-Class”. Clasa X se bazează pe platforma D23 de Navara și este construit în Barcelona, Spania.

### Renault Alaskan

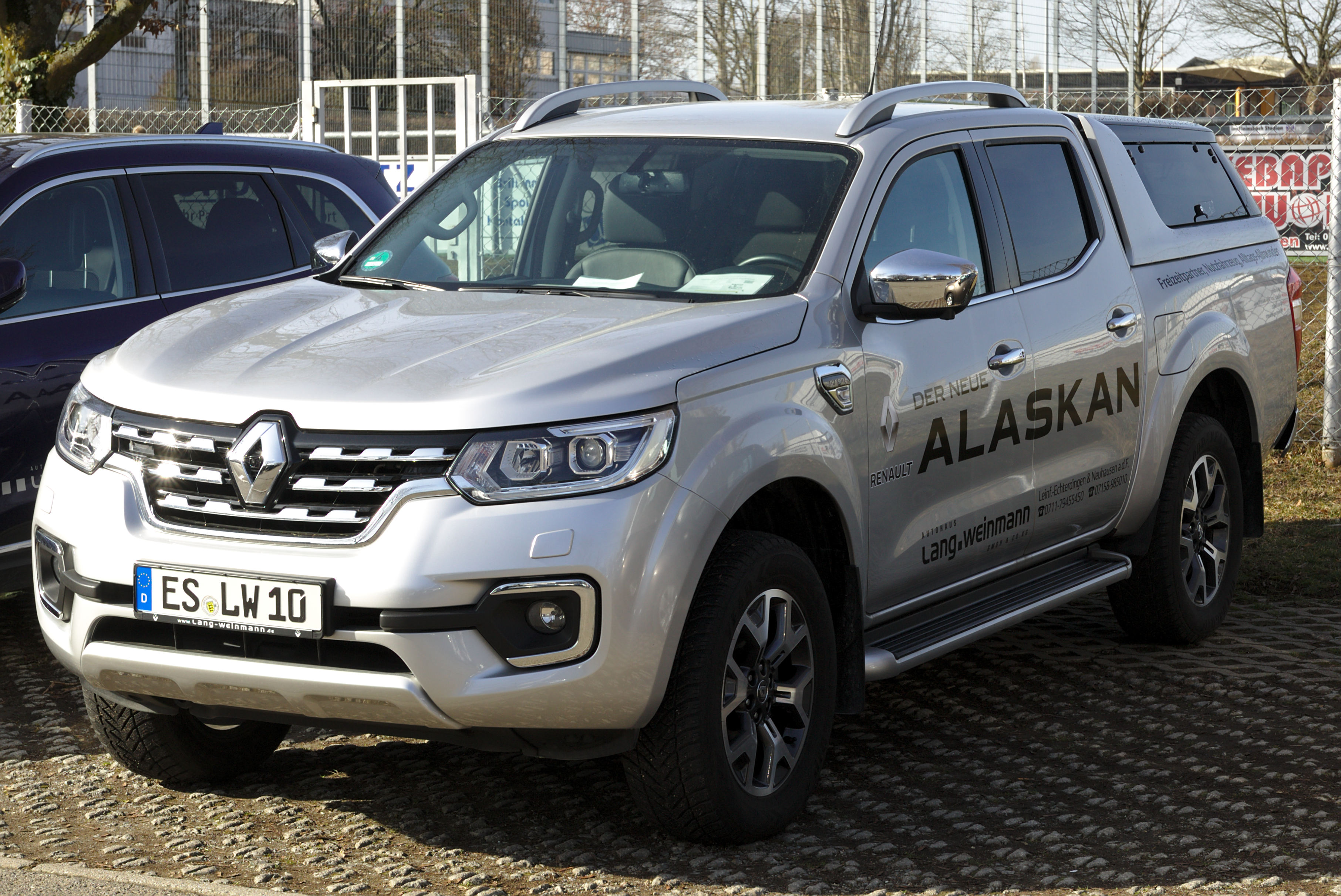
Renault Alaskan

Renault Alaskan este un pick-up fabricat de producătorul de automobile Renault din 2017. Este comercializat de la jumătatea anului 2017 în America Latină și de la sfârșitul anului 2017 pe majoritatea piețelor europene.
În 2020, Renault a confirmat că va renunța la comercializarea pick-up-ului Alaskan în Europa.